# Pseudoalteromonas
Pseudoalteromonas es un género de bacterias marinas.

## Genómica
- Pseudoalteromonas Genome Projects (from Genomes OnLine Database)
- Comparative Analysis of Pseudoalteromonas Genomes (at DOE's IMG system)

- Datos: Q842207
- Multimedia: Pseudoalteromonas / Q842207
- Especies: Pseudoalteromonas